# Mert Kaan Kartal
Mert Kaan Kartal (15 de marzo de 1995) es un deportista turco que compitió en remo. Ganó dos medallas de bronce en el Campeonato Mundial de Remo, en los años 2014 y 2018.

## Palmarés internacional
| Campeonato Mundial | Campeonato Mundial       | Campeonato Mundial | Campeonato Mundial      |
| Año                | Lugar                    | Medalla            | Prueba                  |
| ------------------ | ------------------------ | ------------------ | ----------------------- |
| 2014               | Ámsterdam (Países Bajos) | Medalla de bronce  | Ocho con timonel ligero |
| 2018               | Plovdiv (Bulgaria)       | Medalla de bronce  | Cuatro scull ligero     |